# Frieda Hodapp
Frieda Hodapp (Bargen, 13 augustus 1880 – Bad Wiessee, 14 september 1949) was een Duits pianiste.
Ze was leerlinge van Max Reger en studeerde zowel aan het Conservatorium van Karlsruhe (1887-1891) als aan het Conservatorium van Frankfurt (1891-1898). Ze kreeg toen muzieklessen van haar toekomstige echtgenoot James Kwast. Ze kreeg in 1898 de Mendelssohn-Preis, een soort studiebeurs en won een jaar later de eerste prijs aan het Mendelssohn-concours. Ze gaf vervolgens tot 1932 concerten in Europa tot in Moskou aan toe. Voorts gaf ze les aan de conservatoria in Berlijn en gaf masterclasses in Heidelberg. Ze promootte met name het werk van Franz Liszt, Ludwig van Beethoven en haar leraar Reger. Zo gaf ze de première van diens pianoconcert opus 14 met het Gewandhausorchester onder leiding van Arthur Nikisch. Wolfgang Fortner droeg zijn pianoconcert uit 1943 aan haar op.
Zij is in 1902 getrouwd met haar leraar James Kwast, ze was zijn tweede vrouw, en daarna nog met industrieel Otto Krebs. Ze ontving de eretitel "Großerzöglich Hessische Kammer-Virtuosin".
James Kwast en Frieda Hodapp droegen sinds 1912 beiden de Orde voor Kunst en Wetenschap van Mecklenburg-Strelitz in Goud.
Haar spel is bewaard gebleven op zogenaamde Welte-Mignon-rollen en platen van His Master's Voice.
- Gemeinsame Normdatei: 116632658
- International Standard Name Identifier: 0000 0000 5533 6864
- Library of Congress Control Number: no2001093525
- MusicBrainz: 5366a235-e667-48d7-bb0a-d06dc77163bb
- Virtual International Authority File: 20436642
- WorldCat: E39PBJvmMhYV4BJXhMpDFY6kDq